# 帕拉克西龍

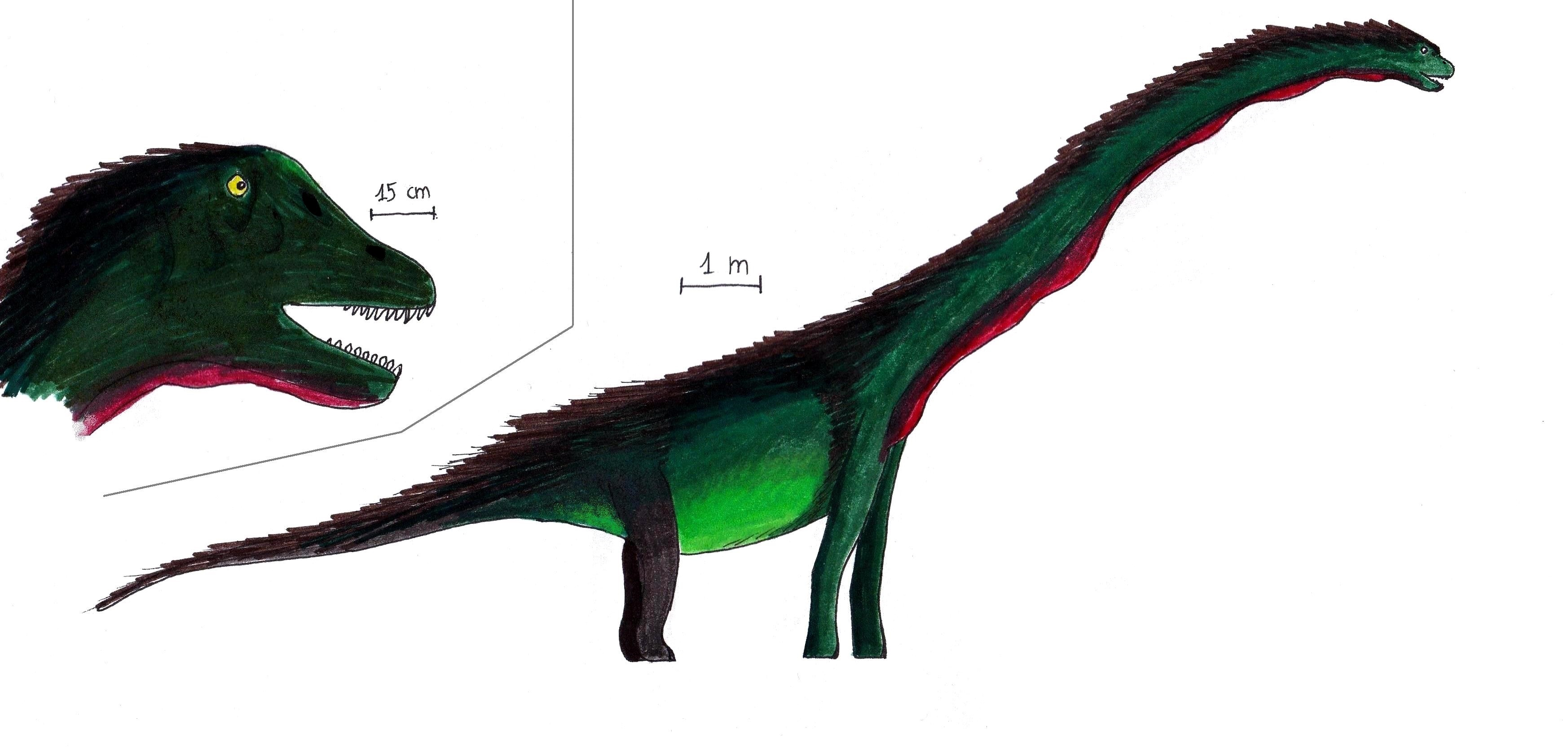

帕拉克西龍（學名：Paluxysaurus）是種原始巨龍形類恐龍，化石發現於美國德州胡德郡的雙子山組地層，年代為下白堊紀的晚阿普第階到早阿爾比階，約1億1200萬年前。目前已在當地的屍骨層中，發現至少四個個體的化石。如同其他蜥腳類恐龍，帕拉克西龍是種大型、四足、草食性恐龍，具有小型頭部與長頸部。在2012年的一個重新研究，顯示帕拉克西龍、波塞東龍是相同動物，較晚被命名的帕拉克西龍成為波塞東龍的一個次異名。

## 分類
帕拉克西龍是在2007年由Peter J. Rose所命名。其學名意為「帕拉克西蜥蜴」，是以德州胡德郡的帕拉克西鎮與鄰近的帕拉克西河為名。Peter J. Rose並提出一個親緣分支分類法研究，他認為帕拉克西龍與腕龍共同屬於腕龍科演化支。但是腕龍科的分類仍有爭論，目前只有一個共有衍徵：股骨中段的橫向相當寬。無論帕拉克西龍是否屬於腕龍科，牠們應該是種原始巨龍形類恐龍。

## 發現與歷史
在帕拉克西河流域，經常發現蜥腳類的骨頭與足跡化石，它們過去時常被歸類於側空龍，包含一個部份骨骸。這些化石被發現於玫瑰谷組，位於雙子山組地層上方。
在1980年代中期，德克薩斯大學奧斯汀分校的學生在德州胡德郡的一個牧場，發現一個屍骨層，並挖掘到1987年。在1993年，由南衛理公會大學、福斯沃斯科學和歷史博物館、塔爾頓州立大學組成的團隊再度展開挖掘工作。這些新發現的蜥腳類化石似乎是同一種恐龍。當地也發現了矽化木。根據砂岩沉積層研判，當地在下白堊紀曾有河流經過，化石即是從砂岩中挖掘出的。
帕拉克西龍的正模標本（編號FWMSH 93B-10-18）是個相連的左上頜骨與鼻骨，以及牙齒。其他的標本還有：七節頸椎、十三節背椎、三十節尾椎，以及除了手部與腳掌以外的一些四肢與肩帶骨頭。帕拉克西龍與其他蜥腳類恐龍的差異在於脊椎特徵；而與下白堊紀北美洲的其他蜥腳類恐龍相比，其他部位的骨頭也有形態上的不同處。帕拉克西龍的化石目前僅發現於當地的屍骨層。近年在附近的德州懷斯郡新發現的化石（編號SMU 61732），被歸類於側空龍的未定種（Pleurocoelus sp.），而非帕拉克西龍。帕拉克西龍與這個側空龍的新種有不同處，但仍有爭論。在2012年的一個重新研究，顯示帕拉克西龍、波塞東龍是相同動物，較晚被命名的帕拉克西龍成為波塞東龍的一個次異名。